# Paweł Burczyk
Paweł Burczyk est un acteur polonais, né le 17 janvier 1969 à Elbląg, en Pologne.

## Filmographie
- 1994 : Szczur
- 1996 : Chamanka : Marcin
- 2002 : Le Pianiste : ouvrier polonais
- 2007 : Guerre et Paix : Igor
- 2009 : Zamiana : superviseur de l'hypermarché
- 2009 : Projekt dziecko, czyli ojciec potrzebny od zaraz
- 2010 : Milczenie jest złotem : Krzysztof
- 2010 : Zagubiony czas : Mirek
- 2011 : Le Souvenir de toi : Mirek
- 2013 : Ida : procureur
- 2013 : Dżej Dżej
- 2013 : Bilet na księżyc
- 2014 : Baron24 : journaliste